# You Be Killin’ Em
You Be Killin’ Em – singel amerykańskiego rapera Fabolousa promujący jego minialbum pt There is no Competition 2: The Grieving Music EP. Został wydany w listopadzie 2010 roku. Do utworu powstał teledysk.

## Notowania
| Notowanie (2010–2011)                | Najwyższa pozycja |
| ------------------------------------ | ----------------- |
| U.S. Billboard Billboard Hot 100     | 63                |
| U.S. Billboard Hot R&B/Hip-Hop Songs | 8                 |
| U.S. Billboard Hot Rap Tracks        | 6                 |